# Santa Candelaria (Baja California)
Santa Candelaria es una localidad del estado mexicano de Baja California. Es parte del municipio de San Quintín.

## Demografía
| Censo | Población |
| ----- | --------- |
| 2010  | 992       |
| 2020  | 1 572     |